# Fanny Posvite
Fanny Estelle Posvite (ur. 27 maja 1992) – francuska judoczka.
Brązowa medalistka mistrzostw świata w 2015; uczestniczka zawodów w 2014. Pierwsza w drużynie w 2014 i trzecia w 2013. Startowała w Pucharze Świata w 2011, 2012, 2015, 2018, 2019, 2022 i 2023. Trzecia na mistrzostwach Europy w 2016, 2021 i 2025; piąta w 2014, a także zdobyła dwa medale w drużynie. Wygrała igrzyska śródziemnomorskie w 2013. Trzecia na uniwersjadzie w 2013. Mistrzyni Francji w 2013, 2017, 2019, 2022 i 2024 roku.